# Francesco Baldassarri
Francesco Baldassarri (* 8. Februar 1951 in Venedig) ist ein italienischer Mathematiker, der sich mit arithmetischer Geometrie und p-adischer Analysis befasst.
Baldassarri studierte an der Universität Padua mit dem Laurea-Abschluss 1974 bei Jacopo Barsotti. Als Post-Doktorand war er bis 1977 an der Princeton University (wo er auch 1978/79 und 1981/82 zu Forschungsaufenthalten war) und dann Assistenzprofessor an der Universität Ferrara, ab 1979 Assistenzprofessor an der Universität Padua und ab 1980 Professor an der Universität Triest. Ab 1982 ist er Professor für Geometrie an der Universität Padua.
Er war unter anderem Gastprofessor an der Universität Paris (u. a. bei Gilles Christol und Daniel Barsky), der École normale supérieure, in Rennes (bei Pierre Berthelot), an der École polytechnique, am IHES, dem Institute for Advanced Study und der Oklahoma State University.

## Schriften
- Herausgeber mit Siegfried Bosch, Bernard Dwork: p-adic Analysis. Proceedings of the International Conference held in Trento, Italy, May 29-June 2, 1989, Lecture Notes in Mathematics 1454, Springer Verlag 1990
- mit Yves André: De Rham cohomology of differential modules on algebraic varieties, Birkhäuser 2001
- Herausgeber mit Alan Adolphson, Pierre Berthelot, Nicholas Katz Geometric Aspects of Dworks Theory, 2 Bde., Berlin, de Gruyter 2004